# Джамиалан (вилает Чанаккале)
Джамиалан (на турски: Camialan) е село в околия Бига, вилает Чанаккале, Турция. Разположено на 350 – 400 метра надморска височина. Населението му през 1997 г. е 105 души, основно българи – мюсюлмани (помаци), преселили се през 1900 г. от селата Дреново, Давидково и Крушево в Родопите.